# Howard Temin
Howard Martin Temin, né le 10 décembre 1934 à Philadelphie en Pennsylvanie aux États-Unis et mort le 9 février 1994 à Madison dans le Wisconsin, d'un cancer du poumon, est un biologiste moléculaire américain. Il reçoit le prix Nobel de physiologie ou médecine en 1975 pour ses travaux sur la transcriptase inverse.

## Biographie
Howard Temin soutient sa thèse en 1959 au California Institute of Technology. Il effectue l'essentiel de ses travaux à l'Université de Wisconsin-Madison.
En 1974, il reçoit le prix Lasker et en 1975, il reçoit, avec Renato Dulbecco et David Baltimore, le prix Nobel de physiologie ou médecine pour ses travaux sur la transcriptase inverse qu'il découvre indépendamment de Baltimore.

## Apports scientifiques
Les travaux d'Howard Temin sur les virus et leur mode d'utilisation de la cellule hôte au moment de l'infection ont été extrêmement fondamentaux et novateurs dans le champ de la biologie moléculaire et de la génétique. Allant contre le dogme du rôle linéaire et univoque du support de l'information génétique, tel qu'énoncé par Crick et Watson, allant de l'ADN vers l'ARNm et les protéines, il met en évidence chez certains virus eucaryotes le rôle de l'ARN comme support de l'information génétique et sa possible transcription inverse en ADN à l'aide d'une enzyme virale spécifique : la transcriptase inverse. L'activité enzymatique sera ensuite identifiée dans les bactéries par Mirko Beljanski, élargissant l'importance de la découverte. Ces mécanismes propres et restreints aux rétrovirus, s'ils n'ont pas changé les concepts de la biologie mais en ont démontré des variantes, ont surtout permis un extraordinaire développement des techniques de biologie moléculaire dans les années qui suivirent avec l'utilisation en biotechnologie des enzymes décrites.